# SFC Energy
SFC Energy ist ein börsennotierter Hersteller von Direktmethanol- und Wasserstoff-Brennstoffzellen mit Sitz in Brunnthal bei München. Das Unternehmen entwickelt auch Lösungen für netzferne und stationäre Stromerzeugung und -verteilung. Dazu gehört auch die Produktion von Spannungswandlern und Schaltnetzteilen. Die Brennstoffzellen werden im Hauptsitz in Brunnthal produziert. Weitere Produktionsstandorte befinden sich in Almelo in den Niederlanden (PBF Group, Entwicklung & Produktion von Leistungselektronik), in Rumänien (PBF Power) und in Kanada (Unternehmensbereich Simark Controls).

## Geschichte
Im Jahre 2000 wurde die Firma Gigantus Vermögensverwaltung gegründet und 2002 in die Smart Fuel Cell GmbH (SFC) umgewandelt. 2006 erfolgte die Überführung in eine Aktiengesellschaft. Der Wechsel vom Freiverkehr zum Prime Standard der Frankfurter Wertpapierbörse im Mai 2007 wurde mit einer Kapitalerhöhung verbunden und brachte einen Emissionserlös von rund 57 Millionen Euro.
2010 erfolgte die Umbenennung in SFC Energy. Die Holland Private Equity (HPE) übernahm im November 2010 Aktien von dem Firmengründer Manfred Stefener und der PRICAP Venture Partners im Umfang von rund 25 Prozent und wurde damit Großaktionär des Unternehmens.
Im 4. Quartal 2011 erwarb das Unternehmen die niederländische PBF Group, die ihrerseits 1999 aus Philips hervorgegangen war. Mit der Akquisition dieses Spezialisten für Leistungselektronik und Schaltnetzteile durch SFC wurden zwei Unternehmen verbunden, die annähernd die gleiche Unternehmensgröße aufwiesen. Zwei Jahre später musste die Beteiligung wegen unterplanmäßiger Entwicklung wertberichtigt werden.
In einem über ein Jahrzehnt währenden Zeitraum nach dem 2006 erfolgten Börsengang von SFC wiesen die Bilanzen des Unternehmens Verluste auf. Die 57 Mio. Euro Emissionserlös wurden so vollständig aufgebraucht. 2018 wurde dann ein deutlicher Gewinn erzielt.
Der Umsatz stieg von 32,4 Millionen Euro 2013 auf 54,3 Millionen Euro 2017 und 61,7 Millionen Euro 2018, wobei die Zahl der Mitarbeiter von 186 im Jahr 2012 über 221 im Jahr 2013 und 258 im Jahr 2017 auf 279 Ende 2018 stieg.

## Unternehmenstätigkeit
Produkte von SFC dienen der netzfernen Stromversorgung von industriellen, behördlichen und privaten Anwendern. Dazu hat das Unternehmen nach eigenen Angaben bis Januar 2019 über 41.000 Brennstoffzellen (Januar 2016: 34.000; Januar 2017: 35.000) für die Bereiche Freizeit, Industrie und Verteidigung & Sicherheit verkauft. Die Brennstoffzellensysteme von SFC Energy sind Direktmethanolbrennstoffzellen (Direct Methanol Fuel Cell DMFC). Die DMFC-Produktlinien umfassen sowohl kleine, portable Geräte (z. B. im Bereich Verteidigung & Sicherheit) als auch stärkere, transportierbare Einheiten, z. B. als Koffergerät oder Anhängersystem. Ein weiteres Tätigkeitsfeld sind Elektronikkomponenten wie Spannungswandler und Schaltnetzteile für die Industrie, die SFC entwickelt, produziert und international vertreibt. Die Produkte werden vermehrt als Systemlösung zur Stromversorgung geliefert.
Neben der DMFC-Produktlinie werden seit 2019 Brennstoffzellen angeboten, die statt mit Methanol mit Wasserstoff betrieben werden.
Der Leistungsbereich der H2-Brennstoffzellen liegt aktuell modular im Leistungsbereich von 2,5 bis 20 kW. Die EFOY Hydrogen Fuel Cell 2.5 ist eine PEM-Brennstoffzelle.
Im Januar 2020 wurde bekanntgegeben, dass SFC Energy Notstromversorgungssysteme für Mobilfunkstationen in Deutschland in Kooperation mit dem kanadischen Unternehmen Ballard Power Systems und dem deutschen Unternehmen AdKor liefert.

## Aktie
Seit April 2006 war das Unternehmen im Freiverkehr börsennotiert. Größter Aktionär ist die DWS mit rund 4,9 %, im Streubesitz befinden sich etwa 60 % der Aktien. Seit Dezember 2022 sind die Aktien im SDAX gelistet.